# Серкилью
Серкилью (порт. Cerquilho) — муниципалитет в Бразилии, входит в штат Сан-Паулу. Составная часть мезорегиона Итапетининга. Входит в экономико-статистический микрорегион Татуи. Население составляет 39 400 человек на 2006 год. Занимает площадь 127,758 км². Плотность населения — 285,7 чел./км².

## История
Город основан 24 декабря 1948 года.

## Население
| Год  | Численность | Численность |
| ---- | ----------- | ----------- |
| 2000 | 29 508      | [ 2 ]       |
| 2010 | 39 617      | [ 3 ]       |
| 2015 | 45 142      | [ 4 ]       |
| 2020 | 49 802      | [ 5 ]       |
| 2022 | 44 695      | [ 1 ]       |

## Статистика
- Валовой внутренний продукт на 2003 составляет 495.743.455,00 реалов (данные: Бразильский институт географии и статистики).
- Валовой внутренний продукт на душу населения на 2003 составляет 14.889,87 реалов (данные: Бразильский институт географии и статистики).
- Индекс развития человеческого потенциала на 2000 составляет 0,825 (данные: Программа развития ООН).